# マサキ
マサキ（柾・正木、学名: Euonymus japonicus）は、ニシキギ科ニシキギ属の常緑低木。別名、オオバマサキ、ナガバマサキ、コバマサキ、ボウシュウマサキ、ヤクシママサキ。

## 特徴
常緑広葉樹の小高木で、樹高は1 - 5メートル (m) になる。樹皮は暗褐色で縦に筋が入る。若い枝は円く、緑色で稜はない。
葉は、短い葉柄をもって対生し、葉身は倒卵円形から楕円形で、長さ3 - 8センチメートル (cm) 、幅2 - 4 cmになり、厚く革質で強い光沢がある。葉先は鋭頭で、基部は円形からくさび形、葉縁には低い鋸歯がある。品種により斑入りのものもある。
花期は6 - 7月。今年枝の上部の葉腋から、集散花序をだして、緑白色の小さな花を多数咲かせる。
秋に柄のある球形をした果実が実り、4裂開して橙赤色の仮種皮におおわれた種子があらわれ、熟すと淡紅紫色になる。冬でも裂開した果実が残っている。
冬芽は葉の付け根につき、長卵形で先端は尖っており、淡緑色の芽鱗6 - 10枚に包まれ、芽鱗の縁が紅紫色になる。頂芽はよく側頂側芽を伴う。葉痕は半円形で維管束痕が1個つく。
マサキの葉を餌とする昆虫としては、ハチによく似たガの一種であるミノウスバが目立つ。晩秋に羽化して、昼間に飛び回り、先のほうの細い枝を取り巻くように卵塊を産みつけ、翌春孵化した幼虫は、集団のまま膨らみつつある新芽に食い込む。少し大きくなると、成長した葉も集団で蚕食するので、部分的に葉が食い尽くされて食害箇所がよく目立つ。

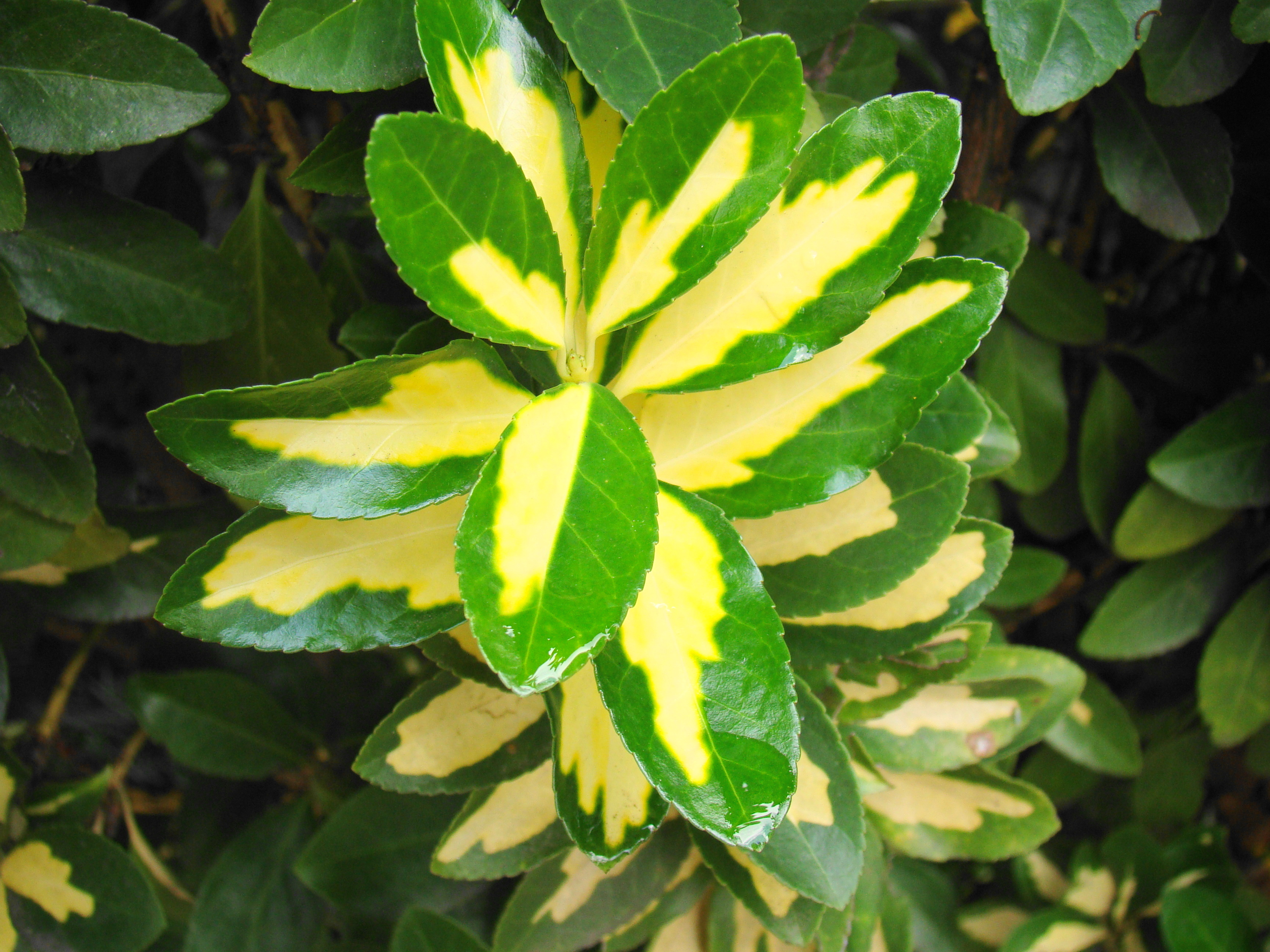
斑入りの葉
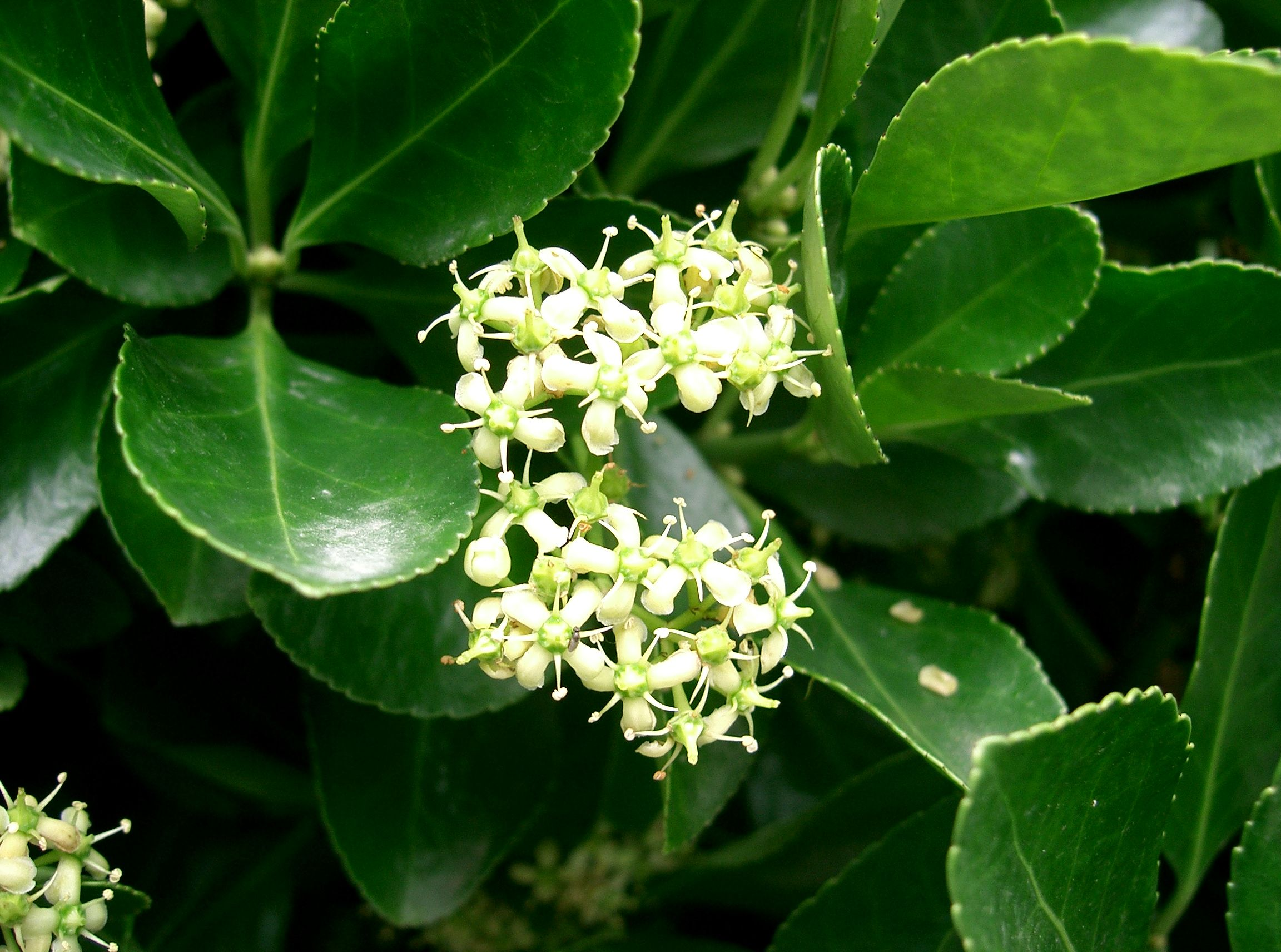
花（6月）
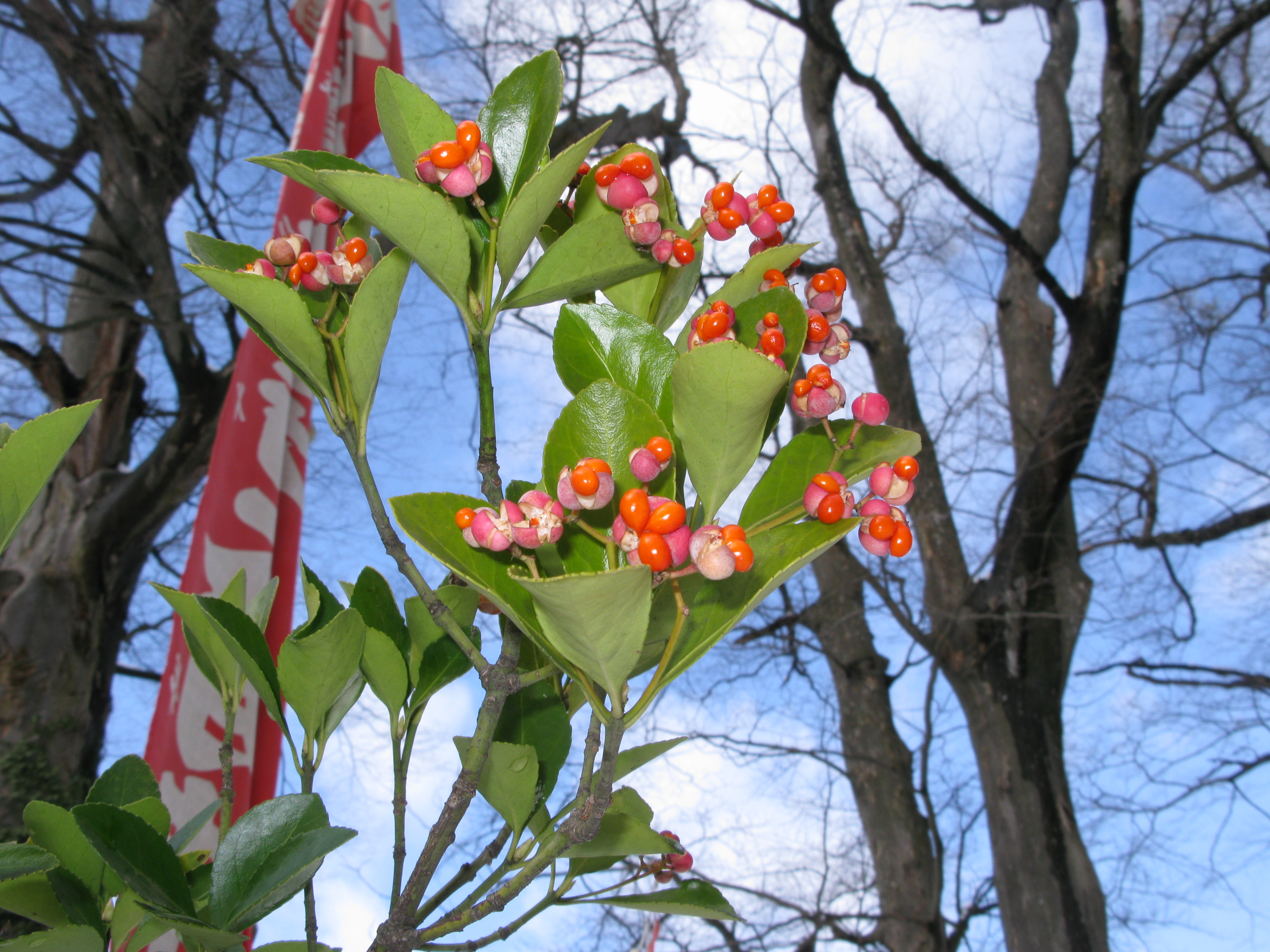
果実と種子（1月）

## 分布と生育環境
中国、朝鮮半島、日本に分布し、日本では北海道南部、本州、四国、九州、沖縄諸島、小笠原諸島に分布する。
海岸近くの林に生育する。人の手によって植栽もされ、人家の生け垣などに見られる。

## 利用
刈り込みに強く、密生することから、生け垣や庭木としてもよく用いられ、園芸種も多数ある。
なお、日本では平安時代に貴族階級で「和杜仲」という強壮剤が使われていたが、これはトチュウ科のトチュウではなくニシキギ科のマサキとされている。